# Babeau-Bouldoux
Babeau-Bouldoux è un comune francese di 304 abitanti situato nel dipartimento dell'Hérault nella regione dell'Occitania.
Il comune è stato creato nel 1921, unendo i due villaggi di Babeau e Bouldoux, posti a meno di un chilometro di distanza uno dall'altro.

## Società

### Evoluzione demografica
Abitanti censiti